# Український ветеранський фонд
Український ветеранський фонд Мінветеранів (УВФ) — державна установа у сфері управління Міністерства у справах ветеранів України. Платформа розвитку ветеранських можливостей. Перший в Україні Фонд, який за кошти державного бюджету, співфінансування українських і міжнародних партнерів, сприяє бізнесу і стартапам ветеранів, їхніх родин, сімей загиблих захисників і захисниць, підтримує проєкти громадських організацій, які працюють з ветеранами.

## Історія створення
Український ветеранський фонд є бюджетною установою, яка належить до сфери управління Міністерства у справах ветеранів України.
Фонд створений наказом Міністерства у справах ветеранів від 22 липня 2021 р. No 164 “Про утворення бюджетної установи “Український ветеранський фонд” на підставі постанови Кабінету Міністрів України від 14 липня 2021 р. No 720 “Про утворення бюджетної установи “Український ветеранський фонд”.
Фонд є юридичною особою, має самостійний баланс, рахунки в органах Казначейства та в установах банків, печатку, штампи, бланки зі своїм найменуванням.
УВФ є неприбутковою установою. У своїй діяльності керується Конституцією і законами України, міжнародними договорами України, згода на обов’язковість яких надана Верховною Радою України, актами Кабінету Міністрів України, наказами Міністерства у справах ветеранів, а також Положенням про Український ветеранський фонд. Дата державної реєстрації Фонду – 02.02.2022.

## Наглядова рада
До Наглядової ради Українського ветеранського фонду входять три представники від громадських об'єднань та членів сімей ветеранів, три представники від Міністерства у справах ветеранів України, троє осіб від міжнародних партнерів.
Голова Наглядової ради Українського ветеранського фонду - Андрій Зелінський
Склад Наглядової ради:
- Максим Зайченко - керівник громадської організації “Запорізьке об’єднання ветеранів АТО та бійців окремого загону спеціального призначення “Азов”;
- Андрій Зелінський - представник громадської організації “Життя після війни”, заступник керівника Департаменту військового капеланства Патріаршої курії УГКЦ
- Тарас Чмут - голова правління громадської організації “Український мілітарний центр”, директор благодійної організації “Міжнародний благодійний фонд “Повернись живим”;
- Надія Адаменко - заступник директора Департаменту – начальник відділу розвитку інформсистем та ветеранських електронних сервісів Департаменту цифрового розвитку Міністерства у справах ветеранів України;
- Оксана Сивак - Заступник Міністра у справах ветеранів України з питань європейської інтеграції;
- Домінік-Гайдн Брейтвейт - перший Секретар, регіональний радник з питань конфліктів Посольства Великобританії в України;
- Метью Р. Джонсон - радник з питань стабілізації Посольства Сполучених Штатів Америки в Україні;
- Карен Мактір - голова Представництва НАТО в Україні.

## Напрями діяльності
Надання фінансової підтримки ветеранам, ветеранкам та членам їхніх сімей для реалізації проєктів, які за результатами конкурсного відбору визначені переможцями та спрямовані на:
- реінтеграцію ветеранів, ветеранок та членів їхніх сімей до активного суспільного життя, забезпечення збереження та відновлення їхнього фізичного та психічного здоров’я;
- підтримку підприємницької діяльності ветеранів та ветеранок та сприяння в їхньому працевлаштуванні;
- створення та реалізація проєктів, адвокаційних та інформаційних кампаній, у тому числі проведення досліджень для вивчення цільової аудиторії, її потреб.

## Діяльність УВФ

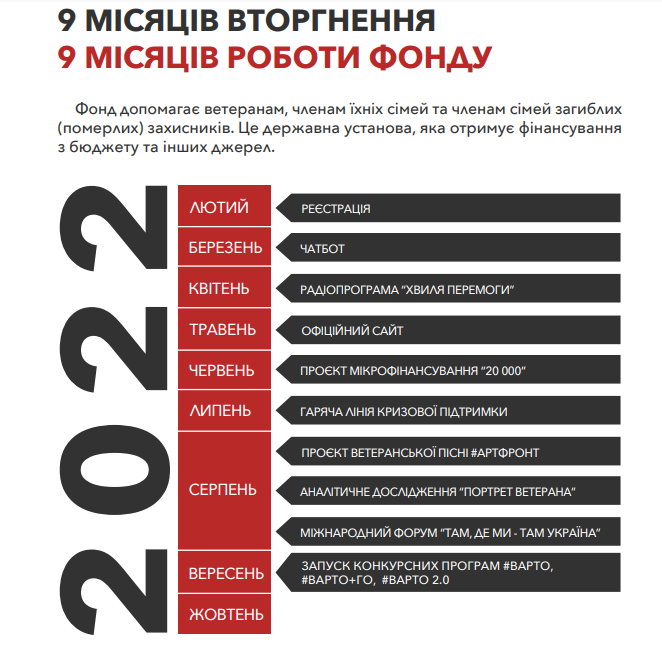
Діяльність Українського ветеранського фонду за 2022 рік

У 2022 році Фонд запустив кілька програм фінансування. Перша програма мікрофінансування передбачала відшкодування на купівлю товарів для ветеранського бізнесу до 20 000 гривень. Програма актуальна до завершення дії воєнного стану.
Наступні — це великі конкурсні програми від УВФ Варто та Варто 2.0. із можливість отримати від 500 тисяч до 1 мільйона гривень на розвиток бізнесу. У цих конкурсах минулого року перемогли 53 ветерани-підприємці. Загальна сума фінансування за контрактами 49 млн грн. Також 8 громадських обʼєднань стали переможцями конкурсу Варто+ГО, загальна сума фінансування 6,9 млн гривень.
24 березня 2023 року Фонд запустив нову програму фінансування для сфери агропромислового комплексу та сільського господарства "Варто робиТИ своє".
Окрім того, Фонд має Гарячу лінію кризової підтримки для ветеранів та їхніх родин за номером: 0 800 33 20 29. А також проводить безкоштовні юридичні консультації.
Про результати діяльності за 2023 рік Український ветеранський фонд відзвітував у щорічному звіті

## Проєкти для ветеранів
У 2022 році Фонд створив низку інформаційних та мистецьких проєктів. Зокрема: соціальну рекламу "Я — ветеран”. У всіх регіонах України можна побачити борди та сітілайти з фотографіями молодих чоловіків та жінок, які захищають країну, починаючи з 2014 року, а зараз знову повернулися на війну.
Спільний мистецький проєкт із художником Нікітою Тітовим #позивнийУкраїна. Проєкт присвятили Дню Незалежності України. Він показує і розповідає суспільству історії майбутніх ветеранів. Проєкт присвячений саме тим, хто не є кадровими військовими. Проте ці люди стали на захист своєї країни, полишивши своє цивільне життя.
22 серпня під час форуму “Захисники. Перекличка у межах V Міжнародного ветеранського та волонтерського форуму “Там, де ми, там Україна” за участі президента України Володимира Зеленського презентували першу композицію проєкту ветеранської пісні — АртФронт. Її назва – «Воля».
Проєкт, започаткований Українським ветеранським фондом, покликаний популяризувати новий пласт сучасної української музики, а саме — пісні, народжені на війні, та авторів нової ґенерації — ветеранів і військових. Продюсер — Олег Скрипка, музикант, продюсер, керманич першого українського рок-гурту «Воплі Відоплясова», а також засновник фестивалю «Країна Мрій».
У квітні 2023 УВФ став ціннісним партнером онлайн-сервісу виклику авто Uklon, запустивши клас “Інклюзивний”. Ветерани, бійці та всі користувачі крісел колісних зможуть безперешкодно пересуватися на спеціально оснащених авто. Новий клас авто доступний в Києві та його передмісті в радіусі 20 км.
30 березня Український ветеранський фонд Мінветеранів спільно з Незалежною антикорупційною комісією презентував стратегічну концепцію взаємодії з ветеранами “Гідність та Повага”. Метою заходу було — сформувати ветеранські політики поваги та недискримінації до ветеранів і членів їхніх сімей, для уникнення дискримінації колишніх військових у порівнянні з іншими громадянами при отриманні державних чи комерційних послуг.
10 квітня 2023 року Український ветеранський фонд Мінветеранів за підтримки НАКО – Незалежної антикорупційної комісії на вулицях семи українських міст розмістив соціальну рекламу "Ветерани різні.Перемога одна". На бордах зображені українські ветерани і ветеранки з повагою до всіх, хто робить Україну сильнішою. Проєкт покликаний нагадати про повагу, недискримінацію та рівність серед захисників і захисниць України, незважаючи на їхні стать, вік, етнічну приналежність чи сексуальну орієнтацію.
Над фотопроєктом працював відомий захисник Дмитро "Орест" Козацький. Його фотографії з Азовсталі облетіти світ. А це його перший після полону всеукраїнський проєкт. Дмитро разом із командою Українського ветеранського фонду розробляв концепцію символічних сюжетів, аби підкреслити те, що герої змушені були поставити на паузу через війну, і те, за що нині борються.
30 жовтня 2023 року спільно з Українським ветеранським фондом Мінветеранів, Uklon та ЛУН Місто запущено інтерактивну карту ветеранських бізнесів . Тепер у будь-якому регіоні можна знайти на карті ветеранський бізнес та обрати потрібний товар чи послугу.
Цей проект став початком колаборації державної інституції і бізнесу, які об’єднались заради ветеранів. Український ветеранський фонд як експерт з питань ветеранів разом з партнерами LUN та Uklon обрали напрям реінтеграції через бізнес.

## Аналітика Фонду
Фонд регулярно проводить опитування, аби вимірювати суспільне ставлення до ветеранів, а також, щоб розуміти потреби та проблеми захисників і захисниць і, відштовхуючись від цього створювати, проєкти та програми потрібні ветеранському середовищу.
Так, УВФ спільно із Соціологічної групою "Рейтинг" провів два загальнонаціональні опитування: перше у серпні 2022 року, присвячене "Образу ветеранів в українському суспільстві", та друге, що теж присвячене "Образу ветеранів в українському суспільстві" у січні 2023 року.
Третє опитування спільно з "Рейтингом" та Незалежною антикорупційною комісією Фонд провів 27-29 березня 2023 року. Воно присвячене "Питанню дискримінації різних соціальних груп у ЗСУ".
Окрім того, Фонд провів 2 анонімні опитування: "Портрет ветерана російсько-української війни", "Портрет ветерана. Блок "Потреби ветеранів".
У 2023 році випустили 13 аналітичних звітів і записок. Зокрема дослідження аналітичний звіт «Потреби ветеранів», «Потреби і прешкоди ветеранів при працевлаштуванні», «Портрет ветерана 2023»
У 2024 році презентували результати дослідження  «Актуальні потреби та бачення можливостей для кар'єрного та професійного зростання ветеранів»

## Керівництво
За результатами конкурсу та співбесіди з Міністром у справах ветеранів України 3 грудня 2021 року Виконавчим директором Українського ветеранського фонду стала Наталія Калмикова.
Наталія Калмикова раніше обіймала посади: радниці з гендерних питань Командувача Сухопутних військ ЗСУ (червень 2021 – листопад 2021), операційної директорки БО МБФ «Повернись живим» (січень 2021 – червень 2021), керівниці військового відділу у БО МБФ «Повернись живим» (червень 2017 – січень 2021), де також займалася фандрейзингом та GR тощо.
З 29 вересня 2023 року виконуючою обов'язки Виконавчого директора Українського ветеранського фонду стала Руслана Величко-Трифонюк. З березня 2022 року вона обіймала посаду Першої заступниці Виконавчого директора Фонду. Роботу у Фонді, яка припала на повномасштабне вторгнення, поєднує з волонтерською діяльністю, зокрема для БО МБФ «Повернись живим» щодо закордонних закупівель товарів подвійного використання та товарів військового призначення. З 2024 року є офіційною радницею заступника Міністра оборони України на громадських засадах.
Має відзнаки і нагороди:
медаль «За сприяння обороні» від Міністерства оборони України (грудень 2023), нагрудний знак Почесна відзнака Командира військової частини А4423 від Сил Спеціальних Операцій (червень 2023), нагрудний знак «Знак пошани» від Міністра оборони України Олексія Резнікова (травень 2023), грамоту «За сприяння та співпрацю у наданні всебічної допомоги українській армії, активну громадянську позицію у боротьбі за незалежність України» від Начальника Головного управління розвідки Кирила Буданова (травень 2023), почесну відзнаку Головнокомандувача ЗСУ Валерія Залужного «За сприяння армії» (2022 рік)

## Законодавчі акти
- Постанова КМУ "Про утворення бюджетної установи "Український ветеранський фонд" № 720 від 14.07.2021
- Наказ "Про утворення бюджетної установи "Український ветеранський фонд"
- Наказ "Про затвердження Положення про Український ветеранський фонд"
- ПОЛОЖЕННЯ про Український ветеранський фонд